# 医王寺 (鹿沼市)
医王寺（いおうじ）は、栃木県鹿沼市にある真言宗豊山派の寺院。

## 歴史
765年（天平宝字9年）、勝道上人によって開山されたとも、809年（大同4年）、弘法大師空海によって開山されたともいわれている。本尊の薬師如来が平安時代後期のものといわれていることから、その頃までには既に存在していたものと推測される。
鎌倉時代以降、当寺は「東高野山」の山号に恥じぬ寺院として大いに寺運興隆した。このこともあり、当寺では多くの寺宝を有している。寛永年間（1624年 - 1644年）に火災に遭っているが、まもなく復興し現在に至っている。

## 文化財
- 木造薬師如来坐像（栃木県指定有形文化財 昭和48年1月12日指定）[4]
- 理趣経版木（栃木県指定有形文化財 昭和48年1月12日指定）[5]
- 医王寺金堂（栃木県指定有形文化財 昭和48年1月12日指定）[6]
- 医王寺本堂内春日厨子（栃木県指定有形文化財 昭和48年1月12日指定）[7]
- 医王寺唐門（栃木県指定有形文化財 昭和48年1月12日指定）[8]
- 医王寺大師堂（栃木県指定有形文化財 昭和48年1月12日指定）[9]
- 銅製鰐口（栃木県指定有形文化財 昭和51年1月20日指定）[10]
- 般若心経版木（栃木県指定有形文化財 昭和51年1月20日指定）[11]
- 黒塗椽杉板襖絵（栃木県指定有形文化財 昭和51年8月27日指定）[12]
- 銅造地蔵菩薩半跏像（栃木県指定有形文化財 昭和52年9月13日指定）[13]
- 医王寺宝篋印塔（栃木県指定有形文化財 昭和52年9月13日指定）[14]
- 医王寺五輪塔（栃木県指定有形文化財 昭和52年9月13日指定）[15]
- 木造聖徳太子像（栃木県指定有形文化財 昭和53年12月5日指定）[16]
- 金銅誕生仏像（栃木県指定有形文化財 昭和57年8月27日指定）[17]
- 金銅透彫華籠（栃木県指定有形文化財 昭和57年8月27日指定）[18]
- 金銅透彫華鬘（栃木県指定有形文化財 昭和57年8月27日指定）[19]
- 医王寺客殿（栃木県指定有形文化財 昭和58年12月2日指定）[20]
- 医王寺講堂（栃木県指定有形文化財 昭和59年9月7日指定）[21]
- 木造弘法大師坐像（栃木県指定有形文化財 昭和61年10月7日指定）[22]
- 木造狛犬（栃木県指定有形文化財 昭和61年10月7日指定）[23]
- 金銅五鈷杵（栃木県指定有形文化財 昭和61年10月7日指定）[24]
- 木造金剛力士立像（栃木県指定有形文化財 平成元年8月25日指定）[25]
- 木造不動明王及二童子像（栃木県指定有形文化財 平成4年2月28日指定）[26]
- 木造吉祥天立像（栃木県指定有形文化財 平成4年2月28日指定）[27]
- 木造毘沙門天立像（栃木県指定有形文化財 平成4年2月28日指定）[28]
- 木造薬師如来及び両脇侍像（栃木県指定有形文化財 平成8年1月16日指定）[29]
- 木造十一面観音菩薩立像（栃木県指定有形文化財 平成8年1月16日指定）[30]
- 木造弥勅菩薩坐像（栃木県指定有形文化財 平成11年8月17日指定）[31]
- 法要仏具（栃木県指定有形文化財 平成11年8月17日指定）[32]
- 木造十二神将立像（鹿沼市指定有形文化財 平成3年5月8日指定）[33]
- 算額（鹿沼市指定有形文化財 平成3年5月8日指定）[34]
- 附法状（鹿沼市指定有形文化財 平成3年5月8日指定）[35]
- 医王寺半鐘（鹿沼市指定有形文化財 平成30年1月18日指定）[36]

## 境内林
医王寺の境内林には樹齢約800年のカヤなどがあるほか、周辺もアカマツやコナラ等の林となっており、栃木県により医王寺緑地環境保全地域に指定されている。

## 交通アクセス
- 都賀ICより車15分。